# Sportovec roku 2011

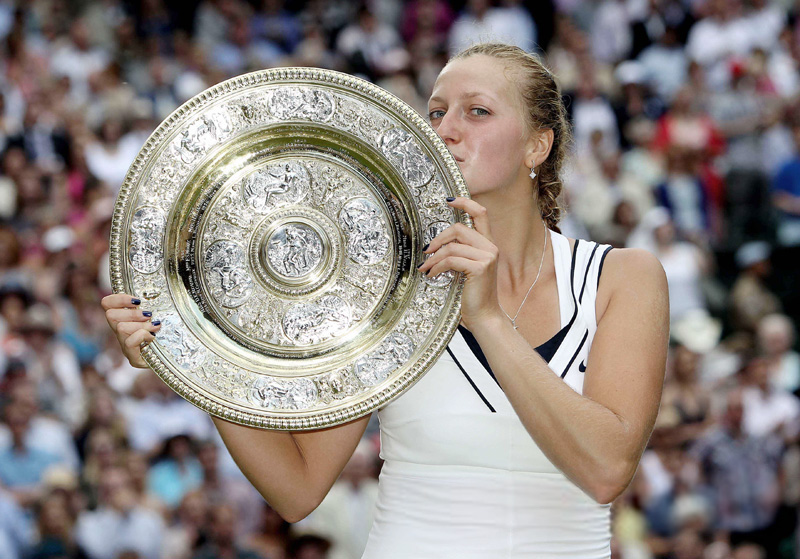
Petra Kvitová s mísou Venus Rosewater po wimbledonském triumfu

Sportovec roku 2011 byl 53. ročník ankety Sportovec roku a devatenáctý v samostatném Česku. Zvítězila v něm česká tenistka Petra Kvitová, která toho roku získala svůj první wimbledonský titul ve dvouhře. Podílela se i na vítězství českého fedcupového týmu v kategorii družstev. Tomu se v roce 2011 podařilo Fed Cup vyhrát, ve finále krom Kvitové nastoupily Lucie Šafářová, Lucie Hradecká a Květa Peschkeová. Tenisový charakter 53. ročníku ankety stvrdila Cena Emila Zátopka pro českou sportovní legendu, kterou převzal wimbledonský vítěz z roku 1973 Jan Kodeš.

## První desítka jednotlivci
1. Petra Kvitová (tenis) – 2424 bodů
2. Jaroslav Kulhavý (cyklistika) – 1688 bodů
3. Martina Sáblíková (rychlobruslení) – 1420 bodů
4. Miroslava Knapková (veslování) – 1388 bodů
5. Jaromír Jágr (lední hokej) – 1326 bodů
6. Zdeněk Štybar (cyklistika) – 1269 bodů
7. Tomáš Berdych (tenis) – 1191 bodů
8. Barbora Špotáková (atletika) – 1017 bodů
9. Ondřej Synek (veslování) – 1003 bodů
10. Petr Čech (fotbal) – 848 bodů

## První trojka družstva
1. fedcupový tým Česka – 651 bodů
2. fotbalisté Viktorie Plzeň – 475 bodů
3. česká hokejová reprezentace – 360 bodů

## Junioři
1. Karolína Erbanová (rychlobruslení) – 75 bodů
2. Josef Dostál (kanoistika) – 62 bodů
3. Martin Fuksa (kanoistika) – 57 bodů

## Sportovní legenda
- Jan Kodeš